# Haplocheirus
Haplocheirus byl rod menšího pozdně jurského teropodního dinosaura z nadčeledi Alvarezsauroidea, žijící na území dnešní Číny. Jeho fosilie byly objeveny v sedimentech geologického souvrství Š'-šu-kou.

## Význam
Haplocheirus je v současnosti zdaleka nejstarším a nejbazálnějším známým zástupcem skupiny Alvarezsauroidea. Posouvá vznik této nadčeledi o celých 63 milionů let zpět, neboť žil na území dnešní severovýchodní Číny asi před 161 až 159 miliony let. Žil tedy dokonce o zhruba 10 milionů let dříve, než známý německý prapták Archaeopteryx. Typový druh H. sollers byl popsán mezinárodním týmem paleontologů v roce 2010.

## Rozměry
Podle amerického badatele Gregoryho S. Paula dosahoval tento dinosaurus délky asi 2,2 metru a hmotnosti kolem 25 kilogramů. Délku 2 metry odhadl pro tohoto dinosaura i paleontolog Thomas R. Holtz, Jr..